# Se o Coração Viajar
"Se o Coração Viajar" é uma canção composta e gravada pela cantora brasileira Paula Fernandes, lançada em 9 de abril de 2013 como quarto single do seu quarto álbum de estúdio, Meus Encantos (2012).

## Composição
"Se o Coração Viajar" é uma faixa tocada em violão cuja letra trata de um verdadeiro amor, que mesmo longe, distante, faz tudo para estar juntos no final. A canção foi composta pela própria Paula Fernandes.

## Apresentações ao vivo
Em 07 de Junho de 2013, a cantora fez uma apresentação ao vivo de "Se o Coração Viajar" no programa televisivo brasileiro Encontro com Fátima Bernardes.
No dia 08 de Dezembro de 2013, a cantora fez uma participação especial no Festival Sintonize que foi exibido ao vivo pela  Rede Globo e a cantora apresentou ao vivo a canção"Se o Coração Viajar".

## Lista de faixas
| Download digital |                       |         |  |
| N.º              | Título                | Duração |  |
| 1.               | "Se o Coração Viajar" | 4:16    |  |

## Videoclipe
No dia 13 de Abril de 2013, via Facebook a cantora anunciou que estava trabalhando em um videoclipe para a canção e mencionou "Tá pintando uma princesa nova pra vocês no clipe da canção". E no dia 10 Junho de 2013 o videoclipe foi divulgado na página oficial da cantora no Vevo. O Clipe dirigido por Eduardo Levy conta a história de uma princesa que salva o seu príncipe, que foi capturado por um dragão e toda essa história é imaginada por uma menina que está lendo o livro.